# مكناسة الغربية
مكناسة الغربية قرية مغربية عربية شمال المملكة، تنتمي إلى إقليم تازة الساحلي، شرقي مدينة فاس، تضم بلدة مكناسة الغربية 4.070 نسمة (إحصاء 2004).